# Золотая улица (Петергоф)

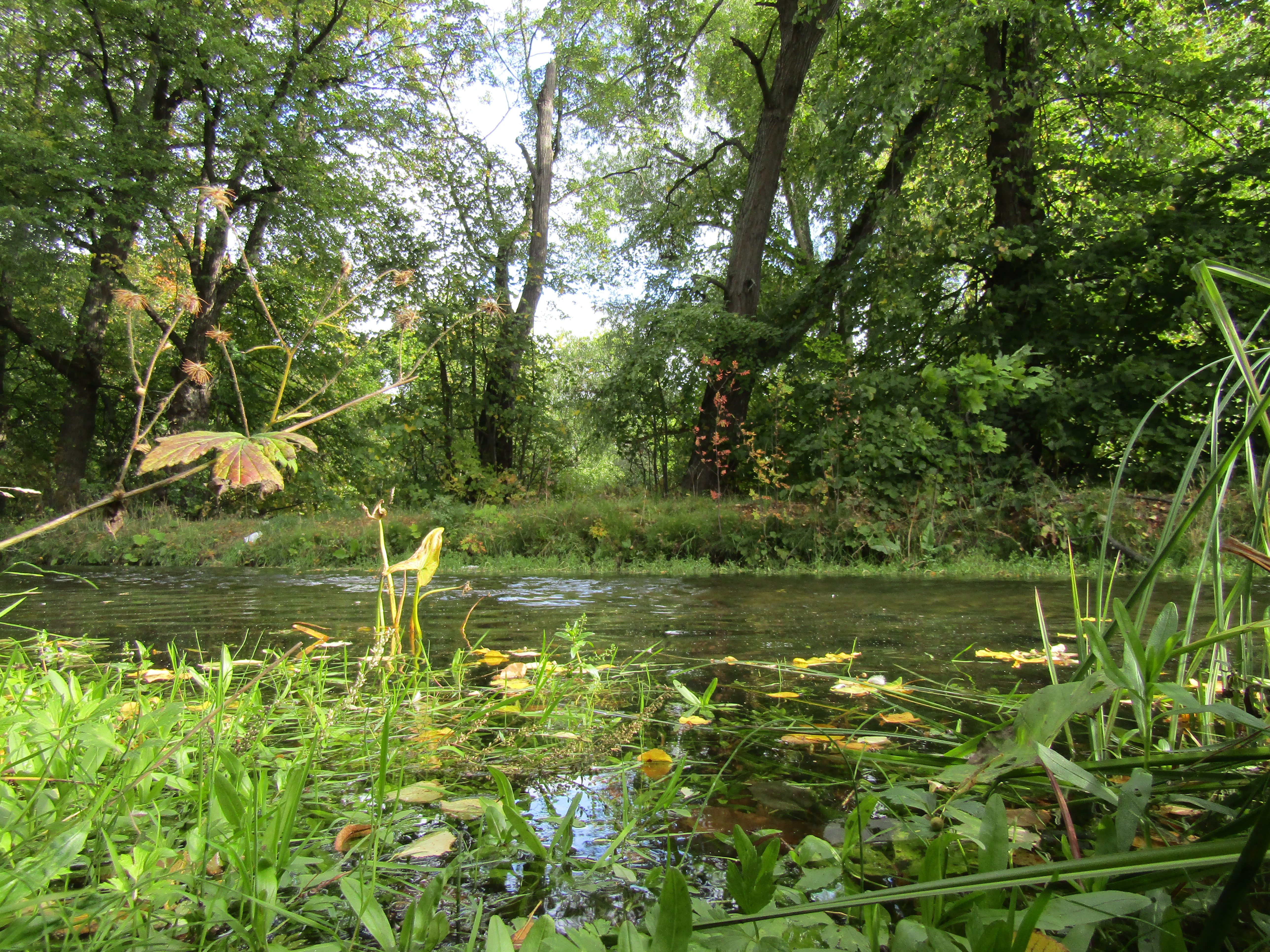
Марлинский (Золотой) канал

Золота́я улица — улица в Петергофе. Проходит от Волконской улицы до улицы Морского Десанта. Получила название в 1836 году и никогда его не меняла. Название было дано в связи с тем, что улица ведет к фонтанному сооружению в Нижнем парке Петергофа — каскаду «Золотая гора» (Марлинскому). Вдоль улицы (с западной стороны) проходит Марлинский (Золотой) канал, питающий водой это сооружение.

## История и достопримечательности
На Золотой улице сохранилась дача Ц. А. Кавоса, построенная в 1875—1876 годах по проекту А. Н. Бенуа, тогда ещё ученика Академии Художеств. По воспоминаниям А. Н. Бенуа, семья его отца Н. Л. Бенуа провела на этой даче несколько летних сезонов. Этот дом — одна из немногих архитектурных работ А. Н. Бенуа, ставшего известным художником.
К сожалению, дача Ц.А.Кавоса не сохранилась. "Ее еще в 1918 году сожгли расквартированные в ней красноармейцы." А.Н.Бенуа «Мои воспоминания».
Вдоль улицы проходит Марлинский (Золотой) канал, а в непосредственной близости находится Нижний парк Петергофа.

## Общественный транспорт
На всей Золотой улице отсутствует движение общественного транспорта.

## Пересечения
С юга на север:
- Волконская улица
- Эйхенская улица
- улица Морского Десанта